# Senbei

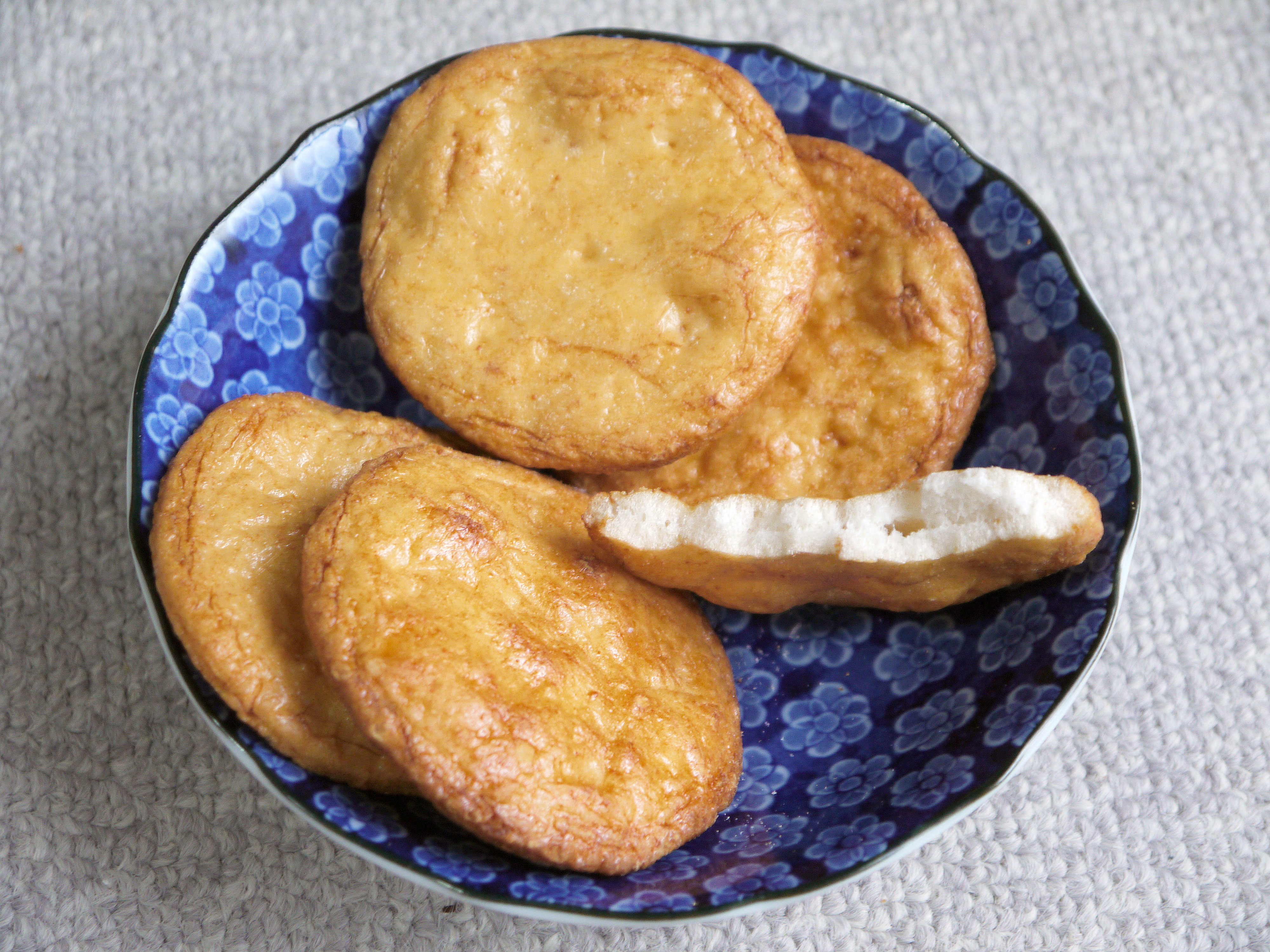
Senbei

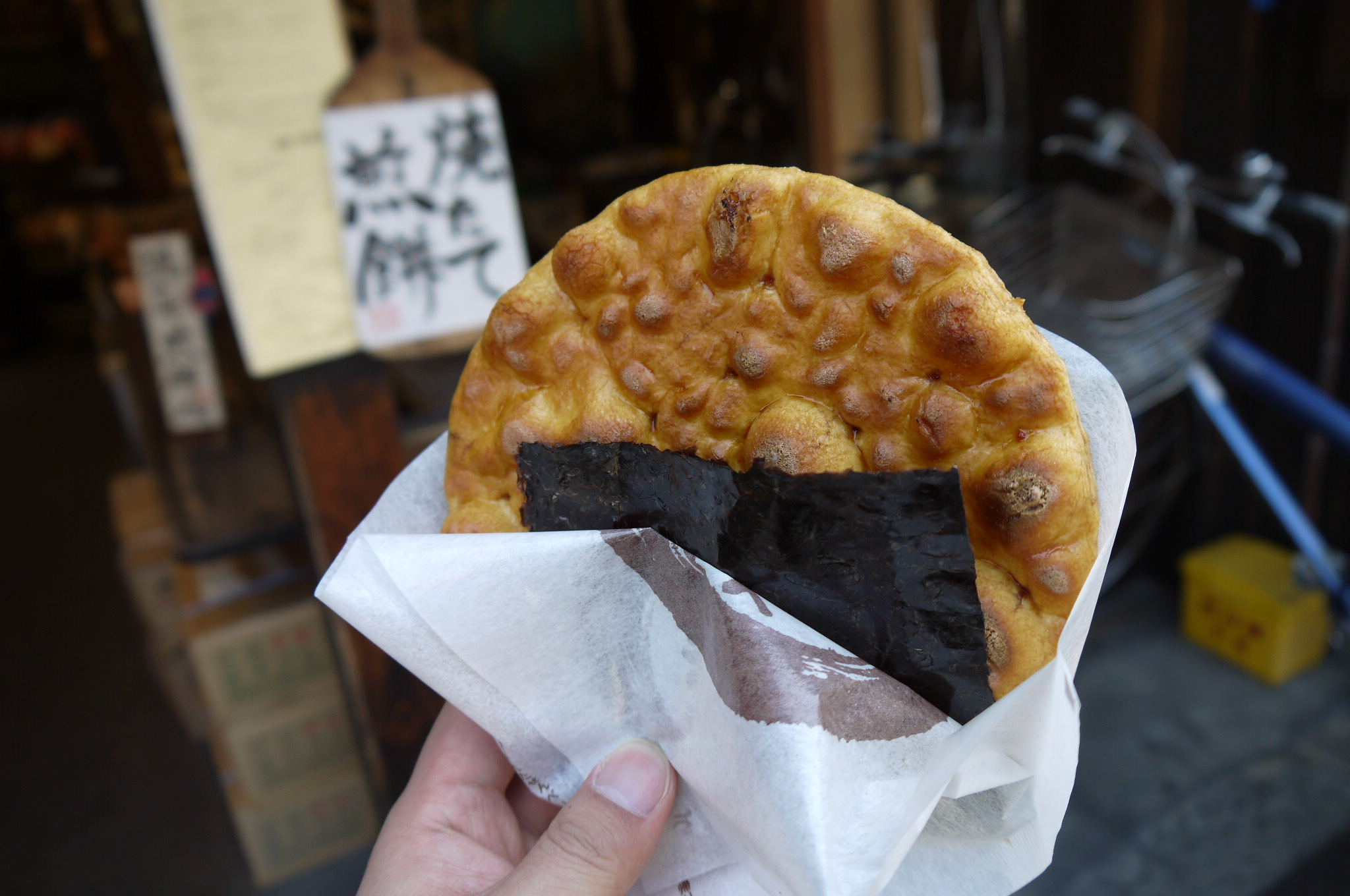
Senbei mit Nori

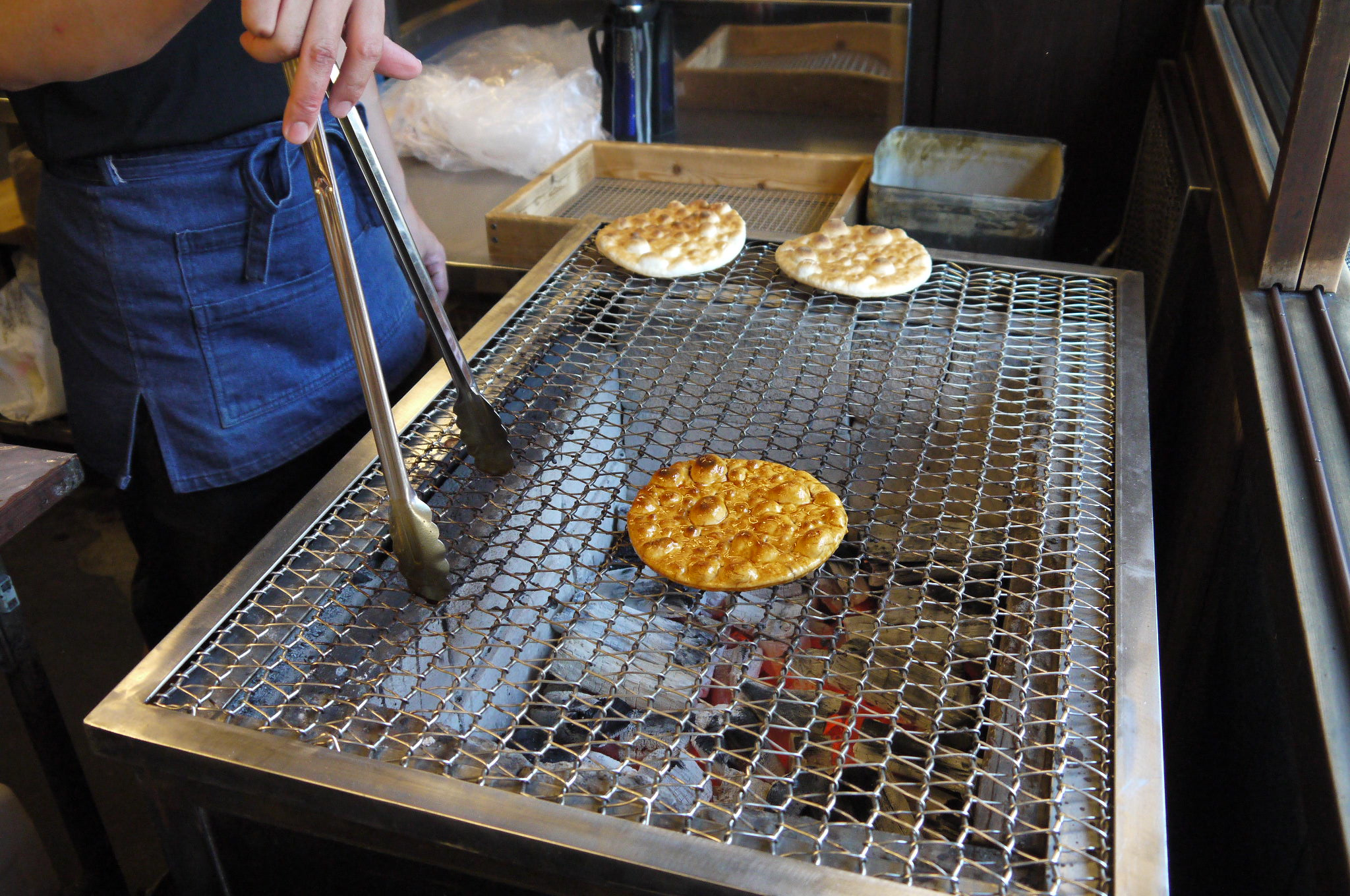
Senbei

Senbei oder Sembei (jap. 煎餅) sind hellbraune geröstete Reiscracker in verschiedenen Größen. Sie werden in Japan besonders an beliebten Touristenzielen noch recht ursprünglich hergestellt und verkauft. Ein Senbei ist oft mit einem Bild oder einem Symbol für den Ort der Herstellung versehen und deshalb ein beliebtes Mitbringsel (Omiyage) von Reisen.

## Arten
- Sōka Senbei: hart
- Nure Senbei (dt. nasse Senbei): weich
- Kaki no Tane: ein Derivat aus kleinen Senbei-Stücken, die würzig mariniert werden